# Asp (Struer Kommune)
 For alternative betydninger, se ASP.
Asp er en landsby i det nordlige Vestjylland med 354 indbyggere  (2024), beliggende 10 kilometer sydvest for Struer og 12 kilometer nordvest for Holstebro.
Landsbyen ligger i Region Midtjylland og hører under Struer Kommune. Asp er beliggende i Asp Sogn.
Asp har en skole kaldet Langhøjskolen. Ved skolen ligger der også en børnehave ved navnet "Mariehønen". Mellem børnehaven og skolen ligger en SFO ved navn "Svinget".